# Route der Klöster von Valencia

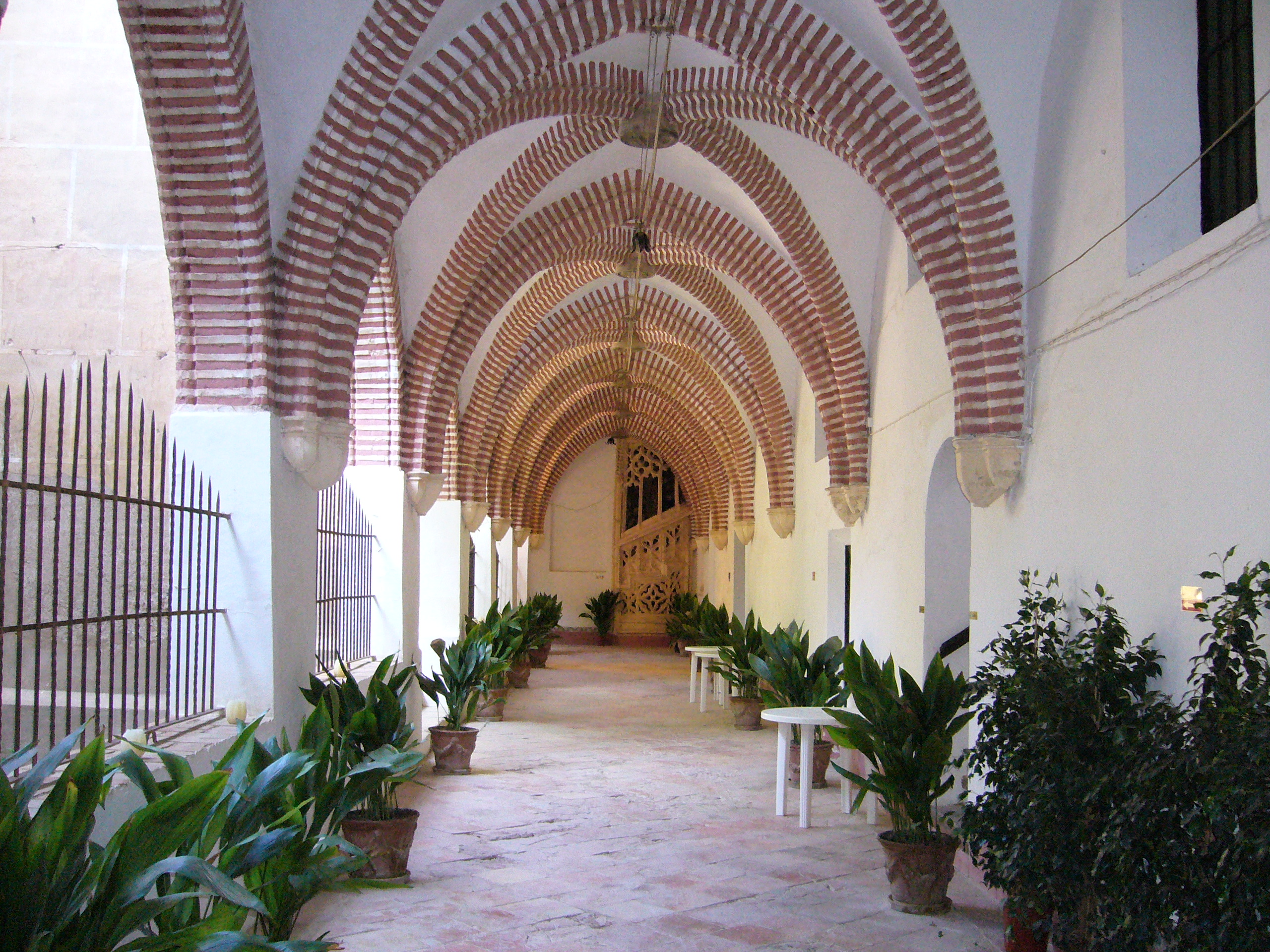
Kreuzgang des Klosters Sant Jeroni de Cotalba.

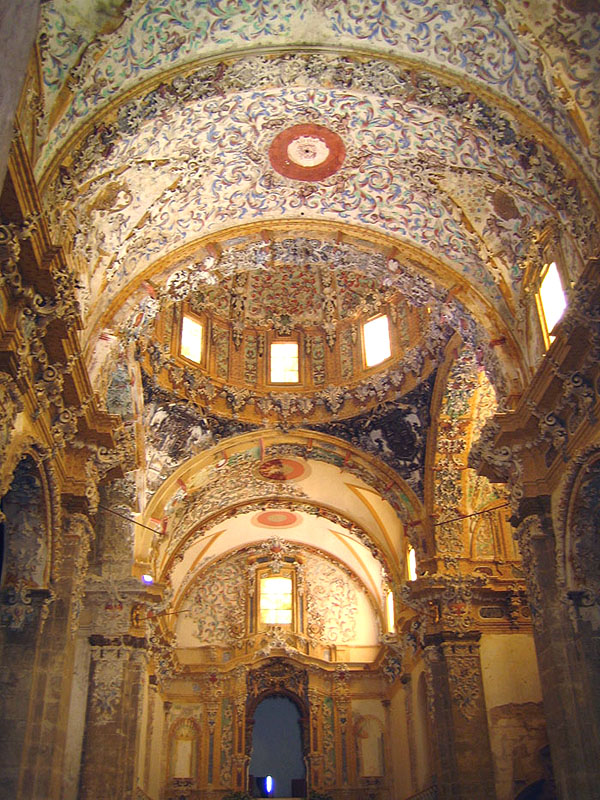
Kloster Santa María de la Valldigna.

Die Route der Klöster von Valencia (spanisch Ruta de los Monasterios de Valencia) ist ein Fernwanderweg, der in der Stadt Gandía (⊙) an der spanischen Mittelmeerküste beginnt und nach ca. 90 Kilometern in Alzira (⊙) im Landesinneren endet. In seinem Verlauf durch die zentrale Region der Provinz Valencia berührt er fünf bedeutende Klosteranlagen, deren Ursprung bis in das 13. Jahrhundert zurückreicht. Die Route wurde 2008 etabliert, sie ist als GR 236 markiert. Neben dem Fußweg, der in etwa vier Tagen zurückgelegt werden kann, gibt es die Möglichkeit, die Sehenswürdigkeiten mit dem Auto anzufahren.

## Klöster
- Kloster Sant Jeroni de Cotalba, in Alfauir (⊙)
- Kloster Corpus Christi, in Luchente (⊙)
- Kloster Santa María de la Valldigna, in Simat de la Valldigna (⊙)
- Kloster Aigües Vives, in Carcaixent (⊙)
- Kloster Santa Maria de la Murta, in Alzira (⊙)

## Route GR 236
|        | Bezeichnung                    | Route | Verkehrsmittel                             |
| ------ | ------------------------------ | --- | ------------------------------------------ |
| GR 236 | Route der Klöster von Valencia | Gandía - Almoines - Beniarjó - Beniflá - Palma de Gandía - Kloster Sant Jeroni de Cotalba - Rótova - Alfauir - Almiserà - Castillo de Vilella - Luchente - Kloster del Corpus Christi - Castillo de Xio - Pinet - Bárig - Simat de la Valldigna - Kloster Santa María de la Valldigna - Benifairó de la Valldigna - Kloster Aguas Vivas - La Barraca de Aguas Vivas - Kloster Santa Maria de la Murta - Alzira | - Zu Fuß - Auto - Fahrrad (MTB) - Zu Pferd |